# Kaspar Hassel
Kaspar Fredrik Hassel (sinh ngày 6 tháng 11 năm 1877 – mất ngày 9 tháng 4 năm 1962) là thủy thủ Na Uy thi đấu tại Thế vận hội Mùa hè 1920.
Ông là một thành viên phi hành đoàn của tàu Na Uy "Heira II", giành huy chương vàng trong hình thức 12 mét (đánh giá năm 1919).